# Джанка (седловина)
Джанка е планински проход (седловина) в Западна България, в западната част на Източна Рила, в община Самоков, Софийска област и община Якоруда, област Благоевград. Джанка е най-високата седловина в България, през която е прокаран автомобилен път.
През седловината с надморска височина от 2346 m преминава камионен път, който свързва долината на река Бели Искър (дясна съставяща на Искър) с долината на Голяма Баненска река (десен приток на Бяла Места, дясна съставяща на Места). Проходът е дължина 16,3 km и започва на 1 km северно от преградната стена на язовир Бели Искър на 1907 m н.в. С множество обратни завои и голям наклон след 7,7 km камионният път се изкачва на седловината на 2346 m н.в и навлиза в Област Благоевград. Оттук започва спускане по южния склон на Източна Рила, след 3,1 km преминава покрай хижа „Грънчар“ и Долното Грънчарско езеро, а след още 5,5 km слиза в долината на Голяма Баненска река, северно от хижа „Трещеник“, на 1978 m н.в.

## Топографска карта
- Лист от карта K-34-72. Мащаб: 1 : 100 000.